# Elmo (nome)
Elmo  è un nome proprio di persona italiano maschile.

## Varianti in altre lingue
- Catalano: Elm[4]
- Inglese: Elmo[1][3]
- Spagnolo: Elmo[4]

## Origine e diffusione

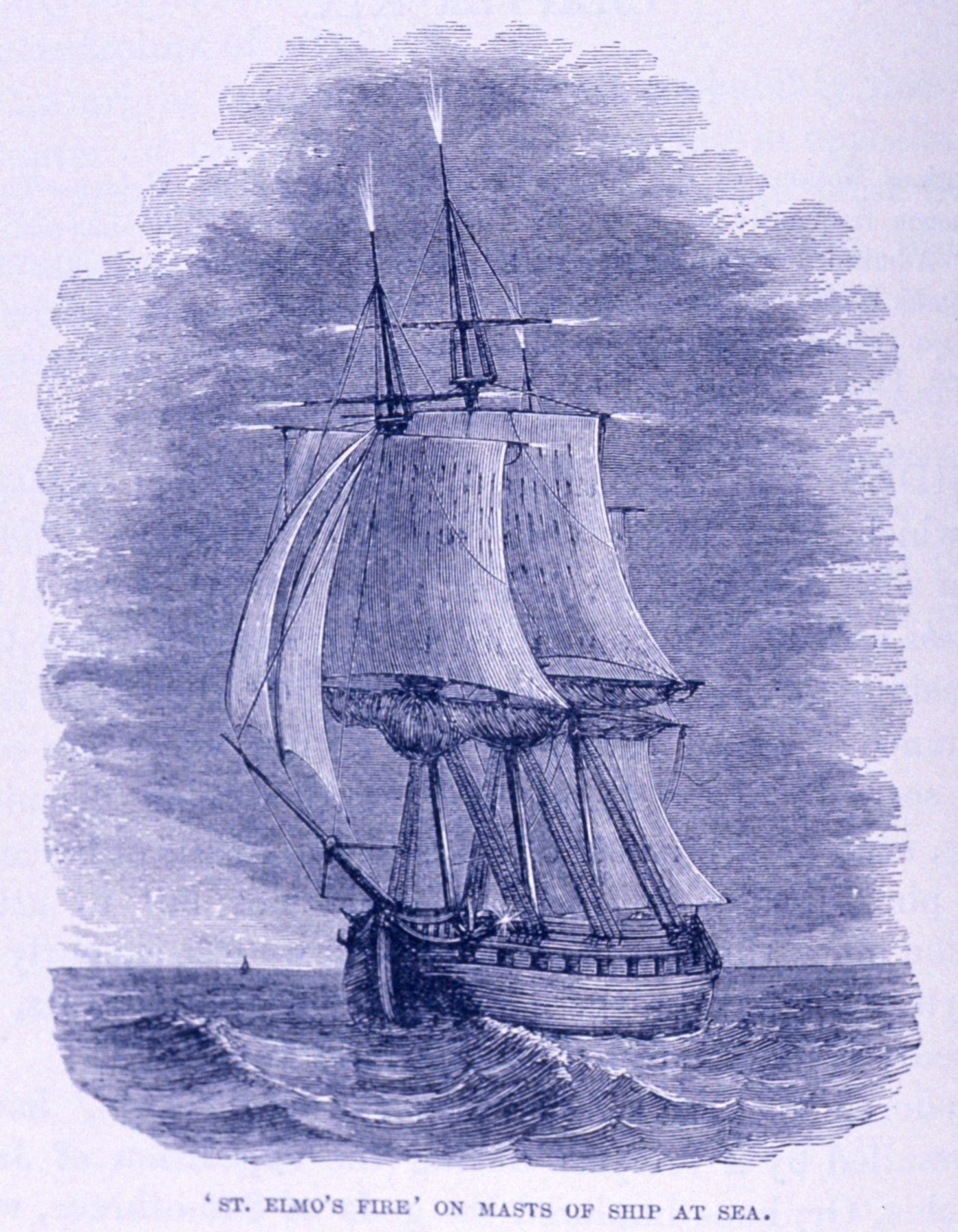
Illustrazione del fuoco di sant'Elmo su una nave

Principalmente si tratta di un nome medievale, derivato da Erasmo tramite l'ipocoristico sincopato Ermo: da qui deriva il nome di sant'Elmo, ossia sant'Erasmo di Formia, da cui prende nome il fuoco di sant'Elmo. Secondariamente, Elmo era anche un antico nome germanico, forma abbreviata di altri nomi comincianti con l'elemento helm ("elmo", "protezione").
Tra i paesi anglofoni, quello in cui il nome è usato maggiormente sono gli Stati Uniti d'America, dove però è spesso considerato una variante di Elmer.

## Onomastico
Vista l'origine, l'onomastico può essere festeggiato o il 2 giugno in memoria di sant'Elmo, o comunque lo stesso giorno del nome Erasmo.

## Persone
- Elmo Bovio, calciatore argentino
- Elmo Hope, pianista, compositore e arrangiatore statunitense
- Elmo Lieftink, calciatore olandese
- Elmo Lincoln, attore statunitense
- Elmo Nüganen, regista e attore estone
- Elmo Palazzi, scultore italiano
- Elmo Rautio, regista e attore finlandese